# Disney Channel (Turchia)
Disney Channel è stato un canale televisivo turco di proprietà della The Walt Disney Company, lanciato il 29 aprile 2007 da Digiturk a pagamento. Tutti i programmi trasmessi sono stati doppiati in turco. La sede principale era ad Istanbul.
Il target di riferimento era dai 4 ai 17 anni.

## Storia
Già dal 1996 i canali turchi acquistano le serie televisive Disney per la loro trasmissioni, ma solo dal 29 aprile 2007 viene resa disponibile nel paese grazie a Digiturk al canale 167 e via cavo da Türksat al 169.
Il logo è stato cambiato due volte: il 2 maggio 2011 e il 17 dicembre dello stesso anno.
Il 12 gennaio 2012 il canale diventa disponibile in chiaro.
Il 21 marzo 2022 è stata annunciata la chiusura del canale tramite un post su Instagram. La trasmissione è stata interrotta alle 00:00 di giovedì 31 marzo 2022 e il suo contenuto è trasferito su Disney+.

## Programmi

### Cartoni animati

#### Non in onda
- Ricreazione
- Brandy & Mr. Whiskers
- W.I.T.C.H.
- Classic Cartoons
- Buzz Lightyear da Comando Stellare
- The Replacements - Agenzia sostituzioni
- House of Mouse - Il Topoclub
- La leggenda di Tarzan
- Lloyd nello spazio
- Fillmore!
- I Famosi 5 - Casi misteriosi
- Il mio amico Rocket
- Due fantagenitori
- Un pizzico di magia
- Stitch!
- Fish Hooks - Vita da pesci
- Kick Chiapposky: Aspirante Stuntman

#### In onda
- Aladdin
- Calimero
- Supa Strikas
- Randy - Un Ninja in classe
- Pac-Man and the Ghostly Adventures
- Le avventure di Piggley Winks
- Imparando con Hello Kitty
- Topolino che risate!
- Gravity Falls
- Kim Possible
- Tre gemelle e una strega
- I Giochi della Radura Incantata
- Jake e i pirati dell'Isola che non c'è
- Super Wings
- Mako Mermaids
- Mermaid Melody Pichi Pichi Pitch
- My Little Pony - L'amicizia è magica
- La Pimpa
- A scuola con l'imperatore
- Sofia la principessa
- Le nuove avventure di Winnie the Pooh
- La sirenetta - Le nuove avventure marine di Ariel
- Timon e Pumbaa
- Hercules
- Tangled Ever After
- Agente Speciale Oso
- Manny tuttofare
- Little Lulu Show
- Ecco Pippo!
- Quack Pack
- In giro per la giungla
- Lilo & Stitch
- American Dragon: Jake Long
- Cars Toons
- Max Adventures
- Winx Club

### Serie televisive

#### Non in onda
- As the Bell Rings
- Phil dal futuro
- Raven
- Cory alla Casa Bianca
- Zack e Cody sul ponte di comando
- Jonas L.A.
- Brian O'Brian
- Lab Rats
- I'm in the Band
- Jake & Blake

#### In onda
- A.N.T. Farm
- Austin & Ally
- Dog with a Blog
- Bim bum bam
- Buona fortuna Charlie
- Liv e Maddie
- Mako: Island of Secrets
- Violetta
- Wolfblood - Sangue di lupo
- Hannah Montana
- Sonny tra le stelle
- Zack e Cody al Grand Hotel
- A tutto ritmo
- La mia babysitter è un vampiro (serie televisiva)
- I maghi di Waverly
- So Random!
- Scherzi da star
- Coppia di re
- Kickin' It
- Casa Lallo
- Art Attack
- Zil çalınca